# Cổng logic

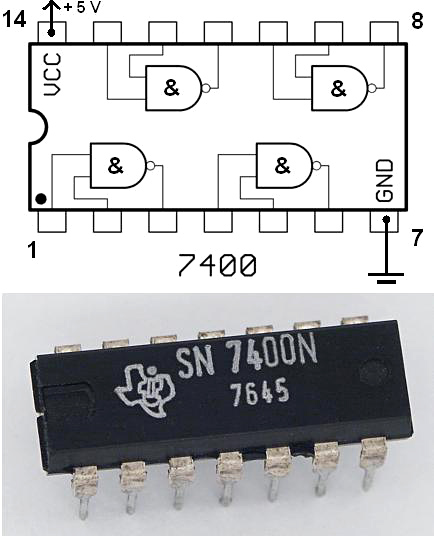
Vi mạch 7400, 4 cổng NAND đóng gói kiểu PDIP. Dòng mã loạt có: sản xuất năm (19)76, tuần 45

Trong điện tử học, cổng logic (tiếng Anh: logic gate) là mạch điện thực hiện một hàm Boole lý tưởng hóa. Có nghĩa là, nó thực hiện một phép toán logic trên một hoặc nhiều logic đầu vào, và tạo ra một kết quả logic ra duy nhất, với thời gian thực hiện lý tưởng hóa là không có trễ.
Các cổng đơn giản nhất có số ngõ vào tối thiểu của phép toán (1 hoặc 2) đôi khi được hiểu là cổng logic cơ bản. Đó là 8 cổng: cổng Đệm, cổng NOT (đảo), cổng OR, cổng AND, cổng NOR, cổng NAND, cổng XOR, cổng XNOR. Các cổng phức hợp thì nhiều ngõ hơn. Gắn với cổng là bảng chân lý theo đại số Boole.

## Nguyên lý hoạt động
Cổng logic được lập bằng sử dụng diode hoặc transistor làm công tắc điện tử. Trước đây nó có thể được xây dựng từ các đèn điện tử chân không, rơ le điện từ, quang học, thậm chí là cơ cấu cơ học, tuy nhiên những dạng này đã lỗi thời hoặc không thích hợp với thực tế. Công nghệ lượng tử thì đang hướng đến sử dụng các phân tử.
|  |  |  |  |

Tuy nhiên hiện nay trong công nghiệp điện tử chúng được chế thành mạch tích hợp (IC), hoặc là thành phần trong IC khác lớn hơn, cho đến là thành phần của mạch tích hợp cỡ lớn LSI. Các phần tử thực thi cũng đã đổi khác, bằng transistor theo sơ đồ bù (complementary), với hai loại IC chính:
- TTL dùng transistor lưỡng cực, như họ 7400, ví dụ IC 4 cổng NAND 7400.
- CMOS dùng complementary MOSFET, như họ 4000, ví dụ IC 4 cổng NAND 4011.

Trong thực tế thực hiện, các mạch đều không lý tưởng, và đặc trưng bởi:
- Độ trễ thực thi: chênh thời gian nhận được kết quả với thời gian tín hiệu đến
- Tần số làm việc cao nhất
- Mức điện áp ngưỡng của logic ngõ vào: Tuỳ thuộc cách lập mạch ngõ vào của nhà sản xuất. Các TTL thường có mức 0.7 V, trong khi CMOS là nửa mức điện áp nguồn. Nó dẫn đến việc phải tính đến tương thích mức logic khi ghép các mạch logic thuộc họ khác nhau với nhau.
- Khả năng chịu tải đầu ra.

## Ký hiệu
Có hai bộ ký hiệu cho các cổng logic cơ bản. Cả hai định nghĩa trong ANSI / IEEE Std 91-1984, và trong phụ bản của ANSI / IEEE Std 91a-1991. Các "hình dạng đặc trưng" thiết lập, dựa trên sơ đồ truyền thống, được sử dụng cho các bản vẽ đơn giản, và có nguồn gốc từ MIL-STD-806 của năm 1950 và 1960. Nó đôi khi không chính thức được mô tả như là "quân đội", phản ánh nguồn gốc của nó.
Bộ ký hiệu "hình chữ nhật" dựa trên ANSI Y32.14 và tiêu chuẩn ban đầu khác, sau này tinh chế bởi IEEE và IEC, có viền hình chữ nhật cho tất cả các loại cổng và cho phép biểu diễn một phạm vi rộng hơn là chỉ có các chi tiết truyền thống.
Tiêu chuẩn IEC 60617-12 được nhiều bộ tiêu chuẩn khác chấp nhận, chẳng hạn như EN 60617-12:1999 ở châu Âu và BS EN 60617-12:1999 tại Vương quốc Anh.
| INPUT | OUTPUT |
| A     | NOT A  |
| 0     | 1      |
| 1     | 0      |

| INPUT | OUTPUT |
| A     | A      |
| 0     | 0      |
| 1     | 1      |

| INPUT | INPUT | OUTPUT  |
| A     | B     | A AND B |
| 0     | 0     | 0       |
| 0     | 1     | 0       |
| 1     | 0     | 0       |
| 1     | 1     | 1       |

| INPUT | INPUT | OUTPUT |
| A     | B     | A OR B |
| 0     | 0     | 0      |
| 0     | 1     | 1      |
| 1     | 0     | 1      |
| 1     | 1     | 1      |

| INPUT | INPUT | OUTPUT   |
| A     | B     | A NAND B |
| 0     | 0     | 1        |
| 0     | 1     | 1        |
| 1     | 0     | 1        |
| 1     | 1     | 0        |

| INPUT | INPUT | OUTPUT  |
| A     | B     | A NOR B |
| 0     | 0     | 1       |
| 0     | 1     | 0       |
| 1     | 0     | 0       |
| 1     | 1     | 0       |

| INPUT | INPUT | OUTPUT  |
| A     | B     | A XOR B |
| 0     | 0     | 0       |
| 0     | 1     | 1       |
| 1     | 0     | 1       |
| 1     | 1     | 0       |

| INPUT | INPUT | OUTPUT   |
| A     | B     | A XNOR B |
| 0     | 0     | 1        |
| 0     | 1     | 0        |
| 1     | 0     | 0        |
| 1     | 1     | 1        |

## Cổng logic tổng quát
Charles Sanders Peirce (mùa đông 1880–81) đã chứng minh rằng chỉ cần cổng NOR (hoặc cổng NAND) có thể được sử dụng để tạo ra các mạch chức năng tương đương các cổng logic khác, nhưng công trình của ông đã không được công bố cho đến năm 1933. Bằng chứng đầu tiên được xuất bản bởi Henry M. Sheffer năm 1913, nên toán tử logic NAND thỉnh thoảng được gọi là Sheffer stroke; toán tử NOR thỉnh thoảng được gọi là Peirce's arrow. Do đó, các cổng này được gọi là Cổng logic tổng quát.
| Cổng | Từ cổng NAND | Từ cổng NOR |
| ---- | ------------ | ----------- |
| NOT  |              |             |
| AND  |              |             |
| NAND |              |             |
| OR   |              |             |
| NOR  |              |             |
| XOR  |              |             |
| XNOR |              |             |

## Cổng logic ba trạng thái

Một bộ đệm tri-state có thể được xem như một công tắc. Nếu B bật, công tắc là đóng và truyền đưa logic từ A. Nếu B tắt, công tắc là cắt.

Một cổng logic ba trạng thái (Tri-state logic) là cổng logic có thể tạo ra ba loại tín hiệu đầu ra: cao (H), thấp (L) và trở kháng cao (Z). Trạng thái trở kháng cao không có vai trò gì trong logic, thứ mà quy luật chặt chẽ là ở trạng thái nhị phân. Các mạch này được sử dụng ở bus của CPU để cho phép nhiều con chip gửi thông tin lên đó. Một nhóm ba trạng thái điều khiển một đường dây với một mạch điều khiển thích hợp cơ bản là tương đương với một multiplexer, thứ mà được chia đều cho các thiết bị riêng lẻ hoặc các Plug-in card.
Trong điện tử học, tín hiệu cao (H) có nghĩa là tín hiệu đầu ra đang nhận năng lượng từ đầu năng lượng dương (điện thế dương). Tín hiệu thấp (L) có nghĩa là đầu ra đang giảm dòng điện sang đầu năng lượng âm (điện thế 0). Trở kháng cao có nghĩa là tín hiệu đầu ra đã được ngắt khỏi mạch điện.

## Sản xuất
Từ năm 1990s, hầu hết các cổng logic được làm bằng công nghệ CMOS (trong đó transistor NMOS và PMOS được sử dụng). Hàng triệu cổng logic được gói gọn vào một vi mạch.
Có nhiều logic families với các đặc điểm khác nhau (độ tiêu thụ điện, tốc độ, chi phí, kích thước) như: RDL (kháng trở-diode logic), RTL (kháng trở-transistor logic), DTL (diode-transistor logic), TTL (transistor-transistor logic) và CMOS (chất bán dẫn bổ sung metal oxide). Ngoài ra còn có các biến thể, như CMOS logic thông thường và loại nâng cao vẫn sử dụng công nghệ CMOS, nhưng có thêm các phần tối ưu hóa để tránh ảnh hưởng tốc độ do các transistor PMOS chậm hơn.
Các triển khai phi điện tử rất đa dạng, nhưng rất ít được áp dụng vào thực tế. Nhiều máy tính cơ điện tử đầu tiên, như Harvard Mark I, được xây dựng trên các cổng relay logic, sử dụng các relay cơ điện tử. Cổng logic có thể được tạo ra bằng các thiết bị pneumatic, như Sorteberg relay hay cổng logic cơ học, bao gồm cả trên quy mô phân tử. Cổng logic được xây dựng dựa trên DNA (xem DNA nanotechnology) và được sử dụng để xây dựng một máy tính tên là MAYA (xem MAYA II). Cổng logic có thể được làm bằng hiệu ứng quantum mechanical (cho dù quantum computing thường phân hóa với thiết kế boolean). Cổng Photonic logic sử dụng hiệu ứng non-linear optical.
Trên lý thuyết, các phương pháp tạo ra một cổng functionally complete (ví dụ, cả hai cổng NOR hoặc NAND) có thể được sử dụng để tạo ra mọi cổng logic khác. Lưu ý rằng việc sử dụng cổng logic ba trạng thái cho hệ thống bus là không cần thiết, và có thể được thay thế bằng multiplexer, thứ mà có thể được tạo ra bằng các cổng logic đơn giản (như cổng NAND, NOR, AND hoặc OR).

## Lịch sử và phát triển
Hệ thống số nhị phân đã được hoàn thiện bởi Gottfried Wilhelm Leibniz (xuất bản trong năm 1705) và ông cũng công bố rằng các nguyên tắc của số học và logic có thể được kết hợp bằng cách sử dụng hệ thống nhị phân. Trong một bức thư viết năm 1886, Charles Sanders Peirce đã mô tả cách mà các phương thức logic có thể được thực hiện bởi các mạch chuyển mạch điện. Sau đó ống chân không được sử dụng để thay thế rơ le trong các hoạt động mạch logic. Sự thay đổi Lee De Forest vào năm 1907 của Fleming valve có thể được sử dụng như là một cổng logic AND & unclear translator. Ludwig Wittgenstein đã giới thiệu một phiên bản của bảng dữ liệu logic 16-hàng như một đề xuất 5.101 của Tractatus Logico-Philosophicus (1921). Walther Bothe, người phát minh ra mạch trùng hợp ngẫu nhiên, có một phần của giải thưởng Nobel năm 1954 về vật lý về cổng logic AND hiện đại đầu tiên trong năm 1924. Konrad Zuse đã thiết kế và xây dựng các cổng logic cơ điện cho máy tính Z1 của mình (từ năm 1935 đến năm 1938). Claude E. Shannon giới thiệu việc sử dụng đại số Boole trong phân tích và thiết kế các mạch chuyển đổi vào năm 1937. Hoạt động nghiên cứu đang diễn ra tại các cổng logic phân tử hiện đại.